# Osztankinói tévétorony
Az Osztankinói tévétorony (oroszul: Останкинская телебашня [Osztankinszkaja tyelebasnya]), egy szabadon álló rádió- és televíziótorony Moszkvában. Építése Nyikolaj Vasziljevics Nyikityin tervei alapján 1963-tól 1967-ig tartott és elkészülése után 540 méteres magasságával a világ második, Eurázsia legmagasabb épülete volt. 1974-ig tartotta meg az elsőségét, ekkorra készült el a világelsőnek számító, 646 méter magas plocki TV-torony Varsó közelében. Annak 1991-es összeomlása után ismét Eurázsia legmagasabb építménye címet viselte 2010-ig.
A toronyban hozzávetőleg 45 emelet található, melyből a turisták számára csupán néhány látogatható. A 337 méteres magasságban található kilátóhoz a gyorsliftek nem egészen egy perc alatt repítik fel a látogatókat, ahonnan azután páratlan kilátás nyílik Moszkvára és környékére. Tiszta időben akár 80–100 km távolságra is ellátni. A kilátó alatt a Hetedik Mennyország nevű háromszintes luxusétterem helyezkedik el.
A torony természetesen nem csak turistalátványosság, hanem elsősorban ipari létesítmény. Jelenleg 15 televízió- és számos rádióállomás sugározza adását a toronyból, továbbá számos műholdas televízió-csatorna, mobiltelefon-átjátszó, vezeték nélküli telekommunikációs rendszer és meteorológiai állomás is helyet kapott rajta. Így a torony a világ egyik legsokoldalúbb létesítménye.[forrás?]

## A baleset

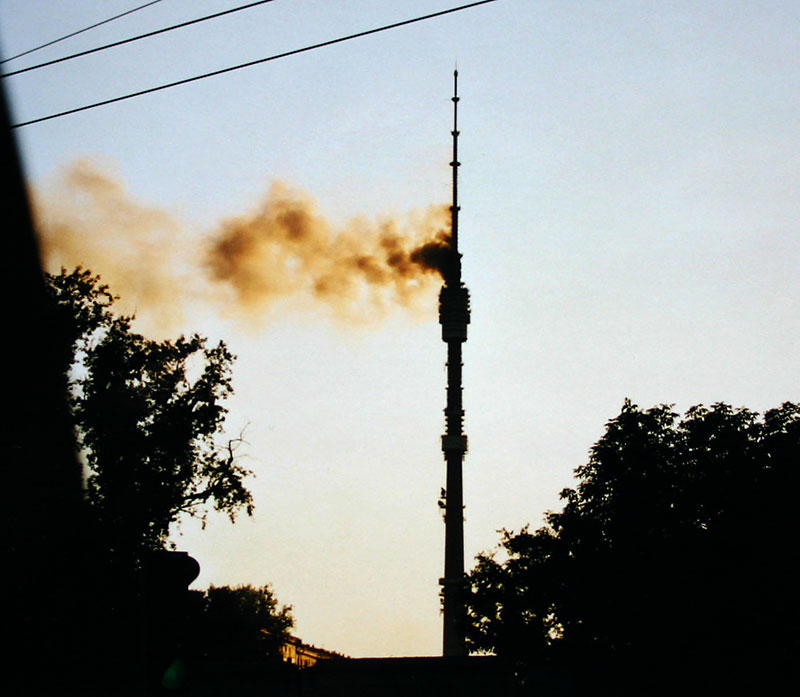
A 2000. augusztus 27-ei tűzeset

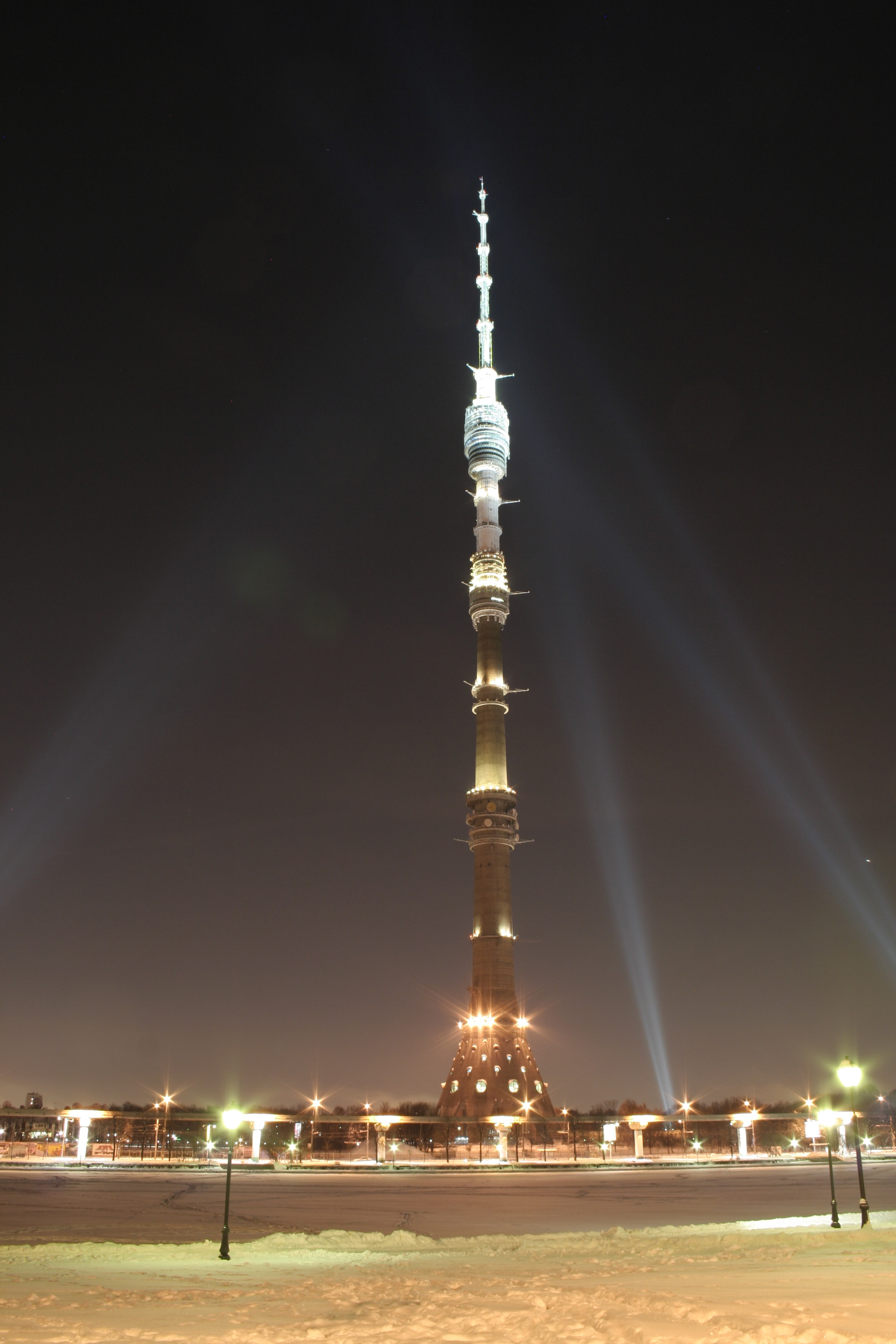
A torony éjjel

2000. augusztus 27-én kábeltűz pusztított a torony felső részében. A tűz során négyen haltak meg. A tűzoltók nagy erők bevonásával másnapra sikeresen elfojtották a lángokat, de addigra a torony igen komoly károkat szenvedett. Az akkori médiában még olyan hírek is elhangoztak, hogy a torony bármikor összedőlhet, de ez nem következett be.
A balesetet követően átfogó felújítási munkálatok kezdődtek, melynek részeként 2003-ban egy új antennát helyeztek el a torony tetején. Így az épület teljes magassága 577,4 méterre növekedett és ezzel az Osztankinói Tévétorony ismét a világ legmagasabb, szabadon álló tornya. A felújítási munkálatokat 2004-ben fejezték be és ekkor a létesítményt ismét megnyitották a látogatók előtt.
A torony tagja a sydney-i központú Nagy Tornyok Világszövetségének (World Federation of Great Towers).

## A toronyról sugárzó rádió és TV adók
Keleti (OIRT) URH:
- 66.44 MHz - Radio Rossii (Állami főadó)
- 71.33 MHz - Pi FM (Orosz popzene - Havonta 1 napot ad csak itt)

Nyugati (CCIR) URH:
- 87.5 MHz - Biznes FM (Üzlet, gazdaság)
- 88.3 MHz - Retro FM (Könnyűzene)
- 89.1 MHz - Radio Jazz (Dzsessz és lounge)
- 91.2 MHz - Sputnik FM (Hírek és politika - Ex. Ekho Moskvyy)
- 91.6 MHz - Radio Kultura (Állami, kulturális műsorok)
- 93.6 MHz - Kommersant FM (Hírek, politika)
- 94.8 MHz - Govorit Moskva (Helyi hírek, információk)
- 95.2 MHz - Rock FM (Rock zenei kereskedelmi adás)
- 96.0 MHz - Dorozhnoye Radio (Közlekedési információk)
- 97.6 MHz - Vesti FM (Állami, hírek, politika, elemzések)
- 98.0 MHz - Chocolate 98FM (Igényes zenei műfajok)
- 98.4 MHz - Novoye Radio (Általános kereskedelmi)
- 99.2 MHz - Radio Orfey (Orfeusz) (Állami, komolyzene - ex. 72. 14 MHz)
- 99.6 MHz - Radio Russkiy Hit (Orosz könnyűzene, slágerek)
- 100.1 MHz - Serebryanyi Dozhd / Silver Rain (Alternatív zenei műfajok)
- 100.9 MHz - Radio Vera (Általános kereskedelmi)
- 101.2 MHz - DFM (Elektronikus tánczenei műfajok, mixek)
- 101.5 MHz - Radio Rossii Teszt (havonta pár órás tesztek egyelőre)
- 101.7 MHz - Nashe Radio (Orosz rockzene főleg)
- 102.1 MHz - Radio Monte-Carlo (Idegen nyelvű műsorok)
- 103.4 MHz - Radio Mayak (Állami második, szórakoztató csatorna - ex 67.22 MHz)
- 103.7 MHz - Radio Maximum (Fiatalabb korosztálynak szóló adás)
- 104.7 MHz - Radio 7 (Általános kereskedelmi)
- 105.0 MHz - Radio Kniga (Irodalmi műsorok, hangoskönyvek)
- 105.3 MHz - Capital FM (Általános kereskedelmi, angol nyelven is)
- 105.7 MHz - Russkoye Radio (Hazai zene)
- 106.2 MHz - Evropa Plus (Általános kereskedelmi)

TV adások:
- C.H.E TV - analóg - (487.25 MHz)
- 360 TV - analóg (503.25 MHz)
- Disney Tv Russia - analóg (535.25 MHz)
- TNT - analóg (583.25 MHz)
- YU-TV - analóg (711.25 MHz)
- Super TV - analóg (783.25 MHz)
- DVB-T MUX 2 (498 MHz - E24)
- DVB-T moszkvai reg. MUX (546 MHz - E30)
- DVB-T MUX 1 (770 MHz - E58)

## A torony adatai a balesetet megelőzően
| Leírás                                               | Adat                    |
| ---------------------------------------------------- | ----------------------- |
| A torony teljes magassága                            | 540 m                   |
| A kilátó terasz magassága                            | 337 m                   |
| Az étterem szintjeinek magassága                     | 328, 331 és 334 m       |
| A kónikus alapzat magassága                          | 63 m                    |
| Az előfeszített betonelemekből álló oszlop magassága | 385,5 m                 |
| A torony teljes tömege                               | 51 400 t                |
| A torony tömege az alapzat nélkül                    | 32 000 t                |
| Az alapzat mélysége                                  | 3,5 – 4,6 m             |
| A vasbeton oszlop átmérője 63 m magasan              | 18 m                    |
| A vasbeton oszlop átmérője 311 és 385,5 m között     | 8,2 m                   |
| A torony helyiségeinek összterülete                  | több mint 15 000 m²     |
| A torony maximális tervezett kilengése a csúcsánál   | 12 m                    |
| A sugárzott adás hatótávolsága                       | 120 km                  |
| Utasliftek száma                                     | 7                       |
| Gyorsliftek száma                                    | 4                       |
| Liftek csúcssebessége                                | 7 – 9 m/s               |
| Az étterem körbeforgásának sebessége                 | 1 – 3 fordulat óránként |
| Az építkezés teljes időtartama                       | 54 hónap                |
| Átadásának időpontja                                 | 1967. november 5.       |

## Lásd még
- A világ legmagasabb épületeinek listája

## Külső hivatkozások
- Az Osztankinói Tévétorony hivatalos honlapja (angol)
- Structurae – Épületek Nemzetközi Adatbázisa (angol) Archiválva 2004. július 17-i dátummal a Wayback Machine-ben
- Nagy Tornyok Világszövetségének honlapja (angol)